# Enknach (Inn)
Die Enknach ist ein Bach im Bezirk Braunau am Inn in Oberösterreich. Sie ist rund 31 km lang und entwässert Teile des westlichen Innviertels zum Inn. Im Oberlauf bis zur Vereinigung mit dem Fillmannsbach wird sie Engelbach genannt.

## Name
Die Enknach wird im Jahr 788 erstmals urkundlich genannt (Ankinaha). Der Name ist eine Komposition aus der Endung -aha und dem ahd. Personennamen Anko.

## Verlauf
Die Enknach entspringt als Engelbach in einem kleinen Moorgebiet an der Gemeindegrenze von Kirchberg bei Mattighofen und Feldkirchen bei Mattighofen in der Nähe der Ortschaft Gietzing (Gemeinde Feldkirchen).
Nach ca. 3 km versickert der Bach im moorigen Grund und sammelt sich rund 100 m weiter in einem neuen Bett. Der kleine Bach fließt anfangs mit geringer Strömungsgeschwindigkeit durch das Tal mit Mooren und Feuchtwiesen. Er passiert Pischelsdorf am Engelbach, nimmt bei Dietzing den Fillmannsbach auf und heißt im weiteren Lauf Enknach. Diese fließt weiter durch Neukirchen an der Enknach, wo einst in einer Flussschlinge das Schloss Neukirchen stand, den Lachforst und Ranshofen. In Braunau am Inn mündet sie oberhalb der Innbrücke in den Inn.
Über ihre gesamte Länge verläuft die Enknach weitgehend geradlinig Richtung Norden. Das Gefälle ist vom Ursprung bis zur Mündung relativ konstant mit durchschnittlich 4,1 ‰, nur auf dem letzten Abschnitt zum Inn hin fällt es mit 6,8 ‰ stärker ab.

## Zuflüsse
Der wichtigste Zubringer ist der Fillmannsbach, der bei Dietzing (Gemeinde Neukirchen an der Enknach) von links einmündet und dabei mit 68,2 km² ein deutlich größeres Einzugsgebiet als die Enknach (bis dahin) mit 41,5 km² entwässert.
Die Enknach hat ein Einzugsgebiet von 142,3 Quadratkilometern. Die größten Zuflüsse sind:
| Name                               | Mündungsseite | Mündungsort | Einzugsgebiet in km² |
| ---------------------------------- | ------------- | ----------- | -------------------- |
| Holzer Graben                      | links         |             | 01,8                 |
| Riensberger Graben                 | links         |             | 01,1                 |
| Kirchberger Bach (Sauldorfer Bach) | rechts        | Sauldorf    | 10,8                 |
| Auerbach                           | rechts        | Auerbach    | 06,2                 |
| Fillmannsbach                      | links         | Dietzing    | 68,2                 |
| Haselbach                          | rechts        |             | 15,2                 |

## Wasserführung
Der mittlere Abfluss am Pegel Österlehen, 8,8 km oberhalb der Mündung, beträgt 0,48 m³/s. Die sehr geringe Abflussspende von nur 4,2 l/s·km² ist auf Versickerungen des Wassers der Enknach und ihrer Zubringer nach dem Eintritt in die Niederterrasse des Inns zurückzuführen.

## Wirtschaftliche Nutzung
Die Wasserkraft wird an der Enknach seit dem 12. Jahrhundert genutzt, unter anderem durch die Mönche des Stiftes Ranshofen. Sie wurde bereits damals ausgebaut, künstlich angehoben und ihr Verlauf meist an den Talrand verlegt. Heute sind viele Wehranlagen funktionslos und nur noch einzelne Mühlen und Sägewerke in Betrieb. Bis ins 20. Jahrhundert wurde das Wasser der Enknach auch zum Bewässern der Wiesen verwendet.

## Umwelt
Der Oberlauf der Enknach ist noch relativ naturbelassen, ein Teil der Moore und Feuchtwiesen gehört zum Europaschutzgebiet „Wiesengebiete und Seen im Alpenvorland“. Unterhalb von Wagenham (Gemeinde Pischelsdorf am Engelbach) ist sie stark reguliert mit Uferbefestigungen und Dämmen und verläuft zum Teil über dem Geländeniveau. Bei Ranshofen durchfließt die Enknach das Naturschutzgebiet Buchenwald Ranshofen, das aus einem Stieleichen-Hainbuchenwald in den Hangbereichen und einer Erlen-Eschen-Bachau in den vernässten Bereichen entlang der Enknach besteht.

### Wasserqualität
Das Einzugsgebiet der Enknach ist relativ dünn besiedelt (54 Einwohner/km²), aber durch intensive Viehhaltung geprägt (100 GVE/km²). Dadurch und durch Abwässer, die nur zu einem geringen Teil in Kläranlagen gereinigt werden, ist sie mäßig belastet und weist im gesamten Verlauf Güteklasse II auf.

### Fauna
Die Enknach zählt zur Äschenregion. Sie weist einen großen Fischreichtum auf (18 Arten) und gilt als sehr gutes Fischgewässer. Neben einem reichen Bestand an Äschen finden sich Gründling, Koppe, Bitterling und Schneider, vereinzelt Hechte, Schleien und Aitel, sowie eingesetzte Regenbogen- und Bachforellen. Bis in die 1990er Jahre gab es noch große Bestände des vom Aussterben bedrohten Flusskrebses, die jedoch durch Verschmutzung und die Krebspest stark dezimiert wurden. Wie am Unteren Inn kommt auch in der Enknach der Biber vor.

## Besonderheiten
Aus demselben Moorgebiet wie die Enknach entspringt die Oichten, die allerdings in genau entgegengesetzter Richtung verläuft und nach rund 21 km bei Oberndorf bei Salzburg in die Salzach mündet.
Ungewöhnlich ist, dass die Enknach ein Privatgewässer ist. Der Oberlauf bis Dietzing ist im Besitz einer Privatperson, der Unterlauf im Besitz des Fischereivereins SAC Mattig Braunau, wodurch es immer wieder zu Konflikten zwischen Besitzern und Anrainern kommt.